# Ferrovie Svizzere Unite
La Ferrovie Svizzere Unite (in tedesco Vereinigte Schweizerbahnen, acronimo VSB) era una società ferroviaria della Svizzera fondata nel 1857 e incorporata nelle Ferrovie federali svizzere (FFS) nel 1902.

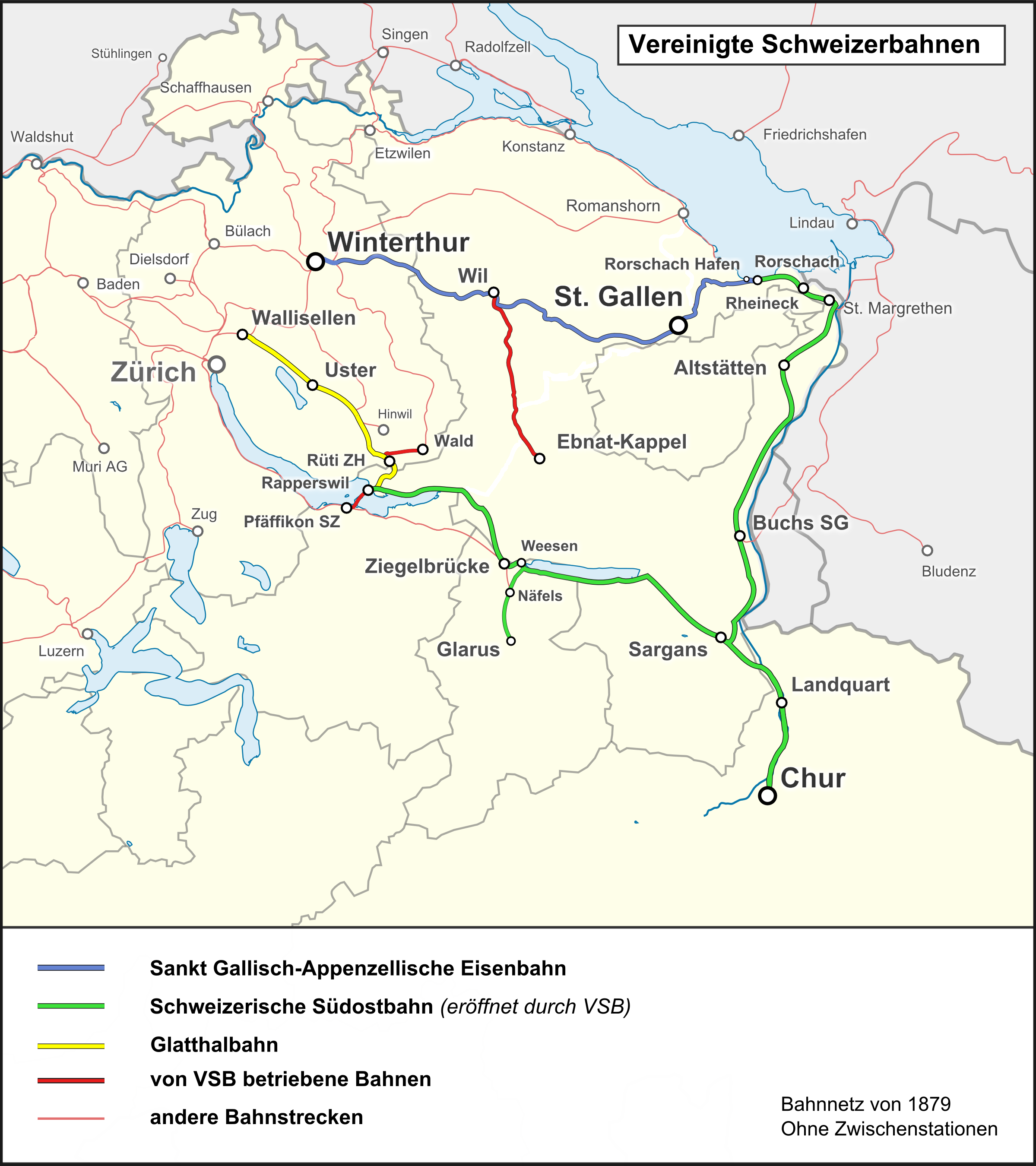
Mappa della rete VSB

## Storia
La società venne creata a San Gallo il 1º maggio del 1857 per incorporazione di alcune ferrovie minori: la Glatthalbahn, che gestiva il percorso Wallisellen–Uster, la rete Südostbahn costituita dalle linee Rorschach-Sargans-Coira, Ziegelbrücke-Sargans, Rapperswil-Ziegelbrücke e Weesen-Glarona e la St.Gallisch-Appenzellischen Eisenbahngesellschaft con le sue linee Winterthur-Wil-San Gallo e San Gallo-Rorschach.
La società VSB operava in competizione con le linee Schweizerische Nordostbahn (NOB), Winterthur/Wallisellen per San Gallo e il Lago di Costanza e tra Uster e Glarona.
La ferrovia della valle del Reno tra Rorschach e Coira fu una linea regionale. La rete includeva anche la Toggenburgerbahn da Wil a Ebnat-Kappel e la Walenseebahn.
Il 1º luglio 1902 la VSB con la sua rete di 269 km venne nazionalizzata entrando a far parte delle FFS.

## Materiale rotabile
Nel 1882 la società possedeva 59 locomotive a vapore, 197 carrozze e 965 carri merci.